# L'Âme du violon (film, 1911)
 (juillet 2025).
Pour les articles homonymes, voir L'Âme du violon.
Pour plus de détails, voir Fiche technique et Distribution.
L'Âme du violon est un film muet français réalisé par Léonce Perret, sorti en 1911.

## Fiche technique
- Titre : L'Âme du violon
- Réalisation : Léonce Perret
- Scénario : Léonce Perret
- Photographie :
- Société de production : Société des Etablissements L. Gaumont
- Pays de production :  France
- Format : Noir et blanc — 35 mm — 1,33:1 — Muet
- Genre : Film dramatique
- Métrage : 300 mètres
- Durée : 10 minutes
- Dates de sortie :
  - France : 11 mars 1911
  - États-Unis : 22 août 1911

## Distribution
- Yvette Andréyor
- André Luguet
- Fabienne Fabrèges
- Suzanne Le Bret
- Madeleine Soria
- Jane Faber
- Léonce Perret